# FC Wil
FC Wil 1900 is een Zwitserse voetbalclub uit Wil in het Duitstalige kanton Sankt Gallen. Sinds de oprichting van de club onderging men enkele naamswijzigingen. De traditionele kleuren zijn zwart-wit.

## Geschiedenis
In 1900 werd de vereniging opgericht als FC Stella, maar veranderde twee jaar later de naam om door het leven te gaan als FC Fors. Uiteindelijk werd in 1907 de huidige naam aangenomen.
In 1922 bereikte FC Wil het tweede voetbalniveau, maar men trok zich gedwongen terug uit de competitie, omdat men veel spelers was kwijtgeraakt. In 1952 werd opnieuw het tweede niveau bereikt, maar het avontuur duurde maar twee seizoenen waarna de club in de anonimiteit van het Zwitserse voetbal verdween.
Vanaf 1988 en 1993 lukte het onder leiding van Christian Gross om twee keer te promoveren om uiteindelijk weer in de tweede klasse uit te komen. De club promoveerde in 2002 naar de hoogste klasse en kon daar twee seizoenen blijven, bij de degradatie kreeg de club wel een troostprijs: De Zwitserse beker werd gewonnen waarna FC Wil een UEFA Cup-ticket bemachtigde. In Europa ging de tweedeklasser in de eerste ronde onderuit tegen het Slowaakse Dukla Banská Bystrica.
Sindsdien zijn de zwart-witten een vaste waarde in de Challenge League, het tweede voetbalniveau van Zwitserland. In 2013 werd het stadion Bergholz compleet gerenoveerd en draagt sindsdien de commerciële naam IGP Arena. Tijdens het seizoen 2012/13 speelde FC Wil 1900 daarom in de AFG Arena in stad Sankt Gallen.

## Erelijst
- Beker van Zwitserland

2004

## Eindklasseringen
- 1992 4e
1. Liga
- 1993 5e
Nationalliga B
- 1994 5e
Nationalliga B
- 1995 7e
Nationalliga B
- 1996 7e
Nationalliga B
- 1997 7e
Nationalliga B
- 1998 8e
Nationalliga B
- 1999 3e
Nationalliga B
- 2000 5e
Nationalliga B
- 2001 3e
Nationalliga B
- 2002 1e
Nationalliga B
- 2003 8e
Nationalliga A
- 2004 10e
Super League
- 2005 13e
Challenge League
- 2006 7e
Challenge League
- 2007 8e
Challenge League
- 2008 3e
Challenge League
- 2009 3e
Challenge League
- 2010 6e
Challenge League
- 2011 5e
Challenge League
- 2012 6e
Challenge League
- 2013 4e
Challenge League
- 2014 3e
Challenge League
- 2015 9e
Challenge League
- 2016 3e
Challenge League
- 2017 10e
Challenge League
- 2018 7e
Challenge League
- 2019 5e
Challenge League
- 2020 6e
Challenge League
- 2021 7e
Challenge League
- 2022 9e
Challenge League
- 2023 5e
Challenge League
- 2024 5e
Challenge League

- Niveau 1
- Niveau 2
- Niveau 3

## Resultaten per seizoen
| Seizoen   | №  | Clubs | Divisie          | Duels | Winst | Gelijk | Verlies | Doelsaldo | Punten | Tsch  |
| --------- | -- | ----- | ---------------- | ----- | ----- | ------ | ------- | --------- | ------ | ----- |
| 2003–2004 | 10 | 10    | Super League     | 36    | 7     | 8      | 21      | 37–73     | 29     | 3.445 |
| 2004–2005 | 13 | 18    | Challenge League | 34    | 10    | 10     | 14      | 45–54     | 40     | 1.053 |
| 2005–2006 | 7  | 18    | Challenge League | 34    | 14    | 9      | 11      | 61–55     | 51     | 983   |
| 2006–2007 | 8  | 18    | Challenge League | 34    | 12    | 10     | 12      | 56–50     | 46     | 975   |
| 2007–2008 | 3  | 18    | Challenge League | 34    | 20    | 8      | 6       | 63–35     | 68     | 1.195 |
| 2008–2009 | 3  | 18    | Challenge League | 34    | 14    | 9      | 7       | 41–25     | 51     | 1.328 |
| 2009–2010 | 6  | 16    | Challenge League | 30    | 11    | 12     | 7       | 44–37     | 45     | 935   |
| 2010–2011 | 5  | 16    | Challenge League | 30    | 14    | 4      | 12      | 45–42     | 56     | 951   |
| 2011–2012 | 6  | 16    | Challenge League | 30    | 12    | 10     | 8       | 59–41     | 46     | 1.378 |
| 2012–2013 | 4  | 10    | Challenge League | 36    | 15    | 6      | 15      | 59–65     | 51     | 906   |
| 2013–2014 | 3  | 10    | Challenge League | 36    | 18    | 9      | 9       | 74–45     | 63     | 1.419 |
| 2014–2015 | 9  | 10    | Challenge League | 36    | 9     | 10     | 17      | 47–63     | 37     | 1.305 |
| 2015–2016 | 3  | 10    | Challenge League | 34    | 14    | 11     | 9       | 60–49     | 53     | 1.325 |
| 2016–2017 | 10 | 10    | Challenge League | 36    | 10    | 7      | 19      | 35–58     | 34     | 1.181 |
| 2017–2018 | 7  | 10    | Challenge League | 36    | 9     | 12     | 15      | 40–50     | 39     | 949   |
| 2018–2019 | 5  | 10    | Challenge League | 36    | 10    | 12     | 14      | 33–47     | 42     | 1.177 |
| 2019–2020 | 6  | 10    | Challenge League | 36    | 14    | 7      | 15      | 60–61     | 49     | 996   |
| 2020–2021 | 7  | 10    | Challenge League | 36    | 10    | 9      | 17      | 43–52     | 39     | –     |
| 2021–2022 | 9  | 10    | Challenge League | 36    | 11    | 8      | 17      | 68–80     | 41     | 867   |
| 2022–2023 | 5  | 10    | Challenge League | 36    | 16    | 8      | 12      | 62–52     | 56     | 1.475 |

## Geschiedenis
| Periode   | Niveau |
| --------- | ------ |
| 1952–1954 | II     |
| 1992–2002 | II     |
| 2002–2004 | I      |
| 2004–     | II     |

## FC Wil in Europa
#Q = #kwalificatieronde, #R = #ronde, T/U = Thuis/Uit, W = Wedstrijd, PUC = punten UEFA coëfficiënten .
Uitslagen vanuit gezichtspunt FC Wil
| Seizoen | Competitie    | Ronde | Land               | Club                   | Totaalscore | 1e W     | 2e W    | PUC |
| ------- | ------------- | ----- | ------------------ | ---------------------- | ----------- | -------- | ------- | --- |
| 2003    | Intertoto Cup | 1R    | Vlag van Letland   | Dinaburg FC Daugavpils | 2-1         | 0-1 (U)  | 2-0 (T) | 0.0 |
|         |               | 2R    | Vlag van Nederland | Willem II              | 4-3         | 1-2 (U)  | 3-1 (T) | 0.0 |
|         |               | 3R    | Vlag van Frankrijk | FC Nantes              | 3-5         | 1-2 (U)  | 2-3 (T) | 0.0 |
| 2004/05 | UEFA Cup      | 2Q    | Vlag van Slowakije | Dukla Banská Bystrica  | 2-4         | 1-3 (U)( | 1-1 (T) | 0.5 |

Totaal aantal punten voor UEFA coëfficiënten: 0.5
Zie ook
- Deelnemers UEFA-toernooien Zwitserland
- Ranglijst van alle clubs die in de diverse Europa Cups zijn uitgekomen

## Bekende (oud-)spelers
- Jim Freid
- Nikki Havenaar
- Murat Akın
- Egemen Korkmaz
- Mert Nobre
- Selçuk Şahin
- André Clarindo dos Santos
- Fabian Schär

### Internationals
De navolgende Europese voetballers kwamen als speler van FC Wil uit voor een vertegenwoordigend A-elftal. Tot op heden is Daniel Hasler degene met de meeste interlands achter zijn naam. Hij kwam als speler van FC Wil in totaal 22 keer uit voor het Liechtensteinse nationale elftal.
| Naam            | Van        | Tot        | Totaal | Nationaal elftal |
| --------------- | ---------- | ---------- | ------ | ---------------- |
| Daniel Hasler   | 03.09.2000 | 06.06.2009 | 22     | Liechtenstein    |
| Vaidotas Šlekys | 15.03.1995 | 05.09.1998 | 8      | Litouwen         |
| Mart Poom       | 09.03.1994 | 30.07.1994 | 6      | Estland          |
| Adis Jahović    | 14.08.2013 | 15.10.2013 | 3      | Macedonië        |
| Elsad Zverotić  | 27.05.2008 | 31.05.2008 | 2      | Montenegro       |